# 龍田精三
龍田 精三（たつた せいぞう、1876年 - 没年不詳）は明治時代の浮世絵師。

## 来歴
小林清親及び田口米作の門人。東京生まれ。精三と号し、「龍田氏」の印を使用した。牛歩とも号す。明治20年から明治30年代に主に戦争絵を描いて活躍したが、詳細は不明。明治34年（1901年）、東京美術学校西洋画科選科修了。

## 作品
- 「営口附近氷踏敵情偵察」 大錦3枚続 明治28年（1895年）
- 「清進軍引揚の図」 大錦